# Fallout
Fallout: A Post Nuclear Role Playing Game je videoigra zvrsti igranja vlog, ki je izšla leta 1997 v založbi Interplay Entertainment za sisteme MS-DOS, Microsoft Windows in Mac OS.
Dogajanje je postavljeno v postapokaliptično okolje Južne Kalifornije sredi 22. stoletja, po jedrski vojni, ki je sto let pred tem opustošila Zemljino površje. Protagonist je prebivalec enega od Trezorjev, velikanskih bunkerjev, v katerih so nekateri ljudje varno preživeli jedrski napad in njegove neposredne posledice. V opustošeno pokrajino se poda z nalogo poiskati zamenjavo za pokvarjen čip prečiščevalnika vode. Prepoznaven element igre je retrofuturizem – posnemanje ikonografije in dizajna iz 1950. let oz. takratnega videnja prihodnosti, saj zgodba sledi alternativnemu toku zgodovine po drugi svetovni vojni, čeprav je postavljena v prihodnost.
Kombinacija krute realnosti, polne mutiranih bitij in nasilja na eni ter razpadajočih ostankov ameriškega sna in napredne tehnologije na drugi strani, daje igri satiričen ton. Glavni navdih je podobna igra Wasteland iz leta 1988, a ima Fallout močno izboljšano grafiko in drugačen igralni sistem. Pogled na dogajanje je izometričen, boj pa poteka potezno, na mreži šestkotnikov, kjer izid akcij določa poseben igralni sistem, imenovan S.P.E.C.I.A.L. Ta je osnova tudi za oblikovanje in razvijanje igralčevega lika ter za vse ostale elemente njegove interakcije z okoljem.
Na podlagi kritiškega uspeha prvenca je kasneje nastalo več nadaljevanj, začenši s Fallout 2 (1998), ki skupaj tvorijo istoimensko serijo.

## Igranje
Način igranja in podajanja zgodbe sta v mnogih pogledih identična tistima pri igri Wasteland. Dogajanje je postavljeno v odprt svet, kjer igralec raziskuje ozemlje in odkriva lokacije ter srečuje like, ki v njem prebivajo. Osnovna zgodba ga pri tem ne omejuje, tako da lahko glavno nalogo začasno ali celo povsem prezre. Nekateri liki mu v pogovoru dajo stranske naloge, ki nimajo zveze z glavno, a nagradijo igralca s predmeti (orožje, strelivo, denar itd.) in točkami izkušenj ter »karmo«, ki vpliva na njegove odnose z liki v bodoče. Značilno za Fallout je, da običajno obstaja več načinov reševanja nalog, včasih celo z nasprotnim učinkom od prvotno zamišljenega, a je igralec za končano nalogo v vsakem primeru nagrajen. Nekateri liki so sovražni, v tem primeru se bo igralčev lik z njimi zapletel v boj, ki se odvija potezno. Boju se je včasih mogoče izogniti z diplomacijo v dialogih ali s skrivanjem. Igralčeve odločitve vplivajo na potek in tudi konec igre, kjer je na voljo nekaj različnih koncev.
Lastnosti igralčevega lika so razvrščene v štirih kategorijah. Osnova je sistem S.P.E.C.I.A.L. (dobesedno »poseben«), razvit prav za Fallout, akronim za Strength (moč), Perception (zaznava), Endurance (vzdržljivost), Charisma (karizma), Intelligence (inteligenca), Agility (gibčnost) in Luck (sreča). Lahko imajo vrednosti od 1 do 10. Drug vidik so veščine, kot so rokovanje z različnimi orožji, barantanje, upravljanje z računalniki, popravljanje itd., na lestvici od 0 do 300 %. Ostali dve kategoriji, perk (boniteta) in trait (značaj), dodata liku še več osebnosti. Ob stvaritvi lika igralec določi številčne vrednosti za osnovne lastnosti in veščine, ki nato vplivajo na njegove zmožnosti v igri - tako denimo moč (skupaj s karakteristikami orožja) vpliva na to, kako močno bo udarec z orožjem poškodoval sovražnika, gibčnost in vrednost veščine s hladnim orožjem pa na verjetnost zadetka. Nekatere bonitete zahtevajo vsaj določeno število točk v kateri od osnovnih značilnosti; Snakeater (kačjejedec) denimo poveča odpornost proti strupom, vendar zahteva vzdržljivost vsaj 3. Značaji (možno jih je izbrati nič do dva) imajo po drugi strani tudi negativne posledice. Tako ima lik z značajem Night Person (nočna ptica) povečani inteligenco in zaznavo ponoči, a zmanjšani podnevi. Ob nabiranju izkušenj tekom igre se liku povečuje stopnja, z vsako stopnjo lahko doda točke k veščinam, vsakih nekaj stopenj pa lahko poveča tudi katero od glavnih lastnosti za točko ali izbere novo boniteto.
Boj v Falloutu je potezen. Osnovan je na sistemu »akcijskih točk«, kjer lahko vsak lik vsako potezo zaporedoma izvede več dejanj, pri čemer ima vsako svojo ceno v akcijskih točkah, dokler njegova zaloga akcijskih točk ni izčrpana. Število akcijskih točk in vrstni red likov v boju določajo lastnosti likov. Ko zmanjka nasprotnikov v bližini, igra preklopi nazaj na realnočasovno dogajanje. Fallout ponuja tudi raznolik izbor likov (NPC), ki jih lahko igralec rekrutira, da spremljajo njegovega in mu pomagajo v boju. Med njimi sta denimo popotnik Ian, ki je lahko opremljen s pištolo ali brzostrelko, in pes Dogmeat. Število spremljevalcev ni omejeno, vendar se skozi igro njihove lastnosti ne spreminjajo, nadgraditi je možno le njihova orožja.

## Zgodba

### Ozadje
Ozadje za zgodbo je alternativnozgodovinski scenarij, v katerem se tok zgodovine po drugi svetovni vojni loči od resničnega in se nato nadaljuje v prihodnost. V desetletjih po vojni je v ZDA prišlo do skokovitega tehnološkega razvoja, medtem ko je družbeni razvoj stagniral, zato se denimo slog popularne glasbe ni razvil dlje od tistega v 50. letih 20. stoletja, v arhitekturi pa še vedno prevladuje art déco, kar igra odraža z grafično in zvočno podlago. Po drugi strani je vseprisotna napredna tehnologija, od robotov z umetno inteligenco, laserskih in plazmatskih orožij, do vozil na jedrski pogon.
Skokovit razvoj tehnologije je povzročil pomanjkanje surovin, zaradi česar so se ZDA zapletle v vojno s Kitajsko, ki se je končala z medsebojnim jedrskim napadom. Ta je trajal le nekaj ur, a za seboj pustil povsem opustošeno pokrajino, kjer životarijo redke preživele skupnosti ljudi, večina živalstva in rastlinstva pa je zaradi žarčenja strašansko mutirana. V letih pred vojno je podjetje Vault-Tec pričelo z izgradnjo ogromnih bunkerjev - trezorjev (v izvirniku Vault) za po nekaj sto prebivalcev, ki naj bi v primeru napada zaščitili ljudi, dokler ne bi minile najhujše posledice. V resnici pa so to tajni sociološki eksperimenti, s katerimi namerava vlada ugotoviti idealno sestavo posadke za medplanetarno vesoljsko ladjo. V vsakem bunkerju so tako prebivalci podvrženi posebnemu dejavniku, pri čemer le Nadzornik ve za njegov pravi namen.

### Dogajanje
Protagonist je prebivalec Trezorja 13, ki naj bi ostal zaprt 200 let namesto nekaj deset let, za preučevanje dolgotrajne izolacije. Vendar pa se leta 2161, 84 let po jedrskem napadu, pokvari čip za prečiščevalnik vode, zaradi česar se Nadzornik odloči poslati enega kandidata ven poiskat zamenjavo. Z nekaj osnovne opreme in prenosnim računalnikom Pip-Boy 2000, ki spremlja igralčeve karakteristike, opremo in naloge, se poda v opustošeno pokrajino.
Igralec najprej odpotuje do Trezorja 15, ki je najbližji znani kraj, kjer bi utegnil najti pomoč, vendar najde porušenega in zapuščenega. Preživeli prebivalci so ustanovili mestece Shady Sands, katerega lahko pomaga obraniti pred plenilsko tolpo in ogromnimi mutiranimi ščipalci. Premikanje po ozemlju je nato prepuščeno igralčevi izbiri, vendar je glavna naloga najti čip omejena na 150 dni časa v igri, kolikor ima Trezor 13 zalog vode. Naslednja večja postojanka je Junktown, kjer lahko županu Killianu Darkwaterju pomaga disciplinirati pokvarjenega lastnika kazinoja Gizma, ali pa slednjemu prevzeti oblast z umorom župana. Še južneje se nahaja The Hub, živahno trgovsko mesto, kjer je možno najeti karavano za transport vode in s tem podaljšati preživetje Trezorja 13 za 100 dni. Na podlagi namigov v mestu igralec odkrije lokacijo Nekropole, mesta, polnega mutiranih ljudi (ghoulov). Pod njim najde Trezor 12 in v njem iskani čip.
Trezor je tako rešen, vendar je Nadzornik zaskrbljen nad poročilom o velikanskih mutiranih ljudeh, imenovanih »supermutanti«, ki jih je srečal igralec. Sklene, da je njihova mutacija načrtna in da ogrožajo Trezor, zato pošlje igralca najti izvor mutacij ter ga odstraniti. Pri tej nalogi pridobi igralec pomoč organizacije Brotherhood of Steel (Bratovščina Jekla, BOS), ki ima dostop do orožja in opreme ameriške vojske izpred vojne. Opremljen z njihovimi informacijami odpotuje v Boneyard, ruševine Los Angelesa, kjer ima bazo kult Children of the Cathedral (Otroci Katedrale) pod vodstvom Mojstra (Master).
Zamaskiran v pripadnika kulta razišče Katedralo in pod njo najde prototip Trezorja, iz katerega Mojster poveljuje svoji vojski privržencev, ter ga uniči. Nato odpotuje proti severu, v vojaško bazo, kjer je Mojster uporabljal poseben virus, s katerim je mutiral ljudi v supermutante. Igralec uniči bazo, s čimer ustavi kreiranje novih supermutantov in razbije vojsko. Nadzornik je zadovoljen nad izidom, vendar se boji, da bo igralčeva vrnitev porušila izolacijo Trezorja ter spodbudila ostale k raziskovanju. Zato ga izžene v širni svet.
Če igralec ne prinese čipa pravočasno, se igra avtomatsko konča s porazom. V zgodnjih različicah igre je imel 500 dni časa za uničenje glavne baze, sicer so supermutanti našli Trezor 13 in ga napadli. Ta omejitev se je zmanjšala na 400 dni, če je najel karavano, saj so imeli njihovi izvidniki tako lažje delo. V kasnejših popravkih je bila ta omejitev raztegnjena na 13 let, torej praktično neomejen čas. Alternativen konec se odvije, če ima igralec slabo »karmo«, v tem primeru ustreli Nadzornika, ko ga ta izžene. Tekom igre ima tudi nekaj možnosti, da se pridruži supermutantom, ob takšni odločitvi se odvrti le kratka zaključna animacija, ki prikazuje supermutante, kako pustošijo po Trezorju.

## Razvoj
| Konfiguracija      | DOS                                          | Windows                                                               |
| ------------------ | -------------------------------------------- | --------------------------------------------------------------------- |
| Operacijski sistem | DOS 5.0                                      | Windows 95                                                            |
| CPU                | Intel Pentium 90                             | Intel Pentium 90                                                      |
| Pomnilnik          | 16 MB                                        | 16 MB                                                                 |
| Grafična kartica   | SVGA, združljiva s standardom VESA, 1 MB RAM | SVGA, združljiva s standardom VESA, 1 MB RAM, podpora za DirectX 3.0a |
| Zvočna kartica     | Združljiva s standardom Sound Blaster        | Združljiva s standardom Sound Blaster                                 |
| Drugo              | Pogon CD-ROM z 2× hitrostjo                  | Pogon CD-ROM z 2× hitrostjo                                           |

Zametek ideje za Fallout je nastal že ob izidu Wastelanda, vendar so avtorske pravice pripadale založniku Electronic Arts, za katerega je ekipa Interplay razvila Wasteland. Vodilni pri podjetju Interplay so se v tem obdobju odločili, da bodo sami izdajali lastne igre, vendar o postapokaliptični igri igranja vlog ni nihče resno razmišljal. EA je izdal nekakšno nadaljevanje, ki ga je ustvarila povsem druga ekipa, a ni bilo uspešno in ga niti niso oglaševali kot del franšize. Leta 1994, ob ponovni izdaji Wastelanda v antologiji, pa je prišla v javnost informacija, da Interplay dela na postapokaliptični igri igranja vlog na osnovi generičnega sistema za namizne igre igranja vlog, GURPS (tega je razvil Steve Jackson Games). Takratni šef studia Brian Fargo, sam velik navdušenec nad namiznimi igrami, je projekt dodelil odseku pod vodstvom Feargusa Urquharta, a naslov ni bil prioriteta.
Projekt z delovnim imenom Vault 13 je prevzel programer Tim Cain, ki je pol leta delal na igri sam, praktično v prostem času. Kasneje je k sodelovanju privabil še umetniškega vodjo Leonarda Boyarskyja in oblikovalca Chrisa Taylorja. Trojica je nadaljevala z razvojem fleksibilnega igralnega pogona, v katerem vse igralčeve odločitve vplivajo na potek igre, že zgodaj ji je dala tudi postapokaliptično vzdušje Wastelanda. Poleg Wastelanda so za navdih služili tudi razni filmi, kot so Pobesneli Max, A Boy and His Dog in Prepovedani planet. Tekom naslednjih treh let je Cain zbral ekipo okrog 30 razvijalcev, pri čemer je moral projekt večkrat braniti pred šefi studia, saj je odvračal ljudi od dela na glavnih projektih.
Ob koncu razvoja je kakovost izdelka prepričala tudi nadrejene, zato so mu dodelili prioriteto in najeli nekaj zvenečih igralskih imen za govorjene dialoge. Med njimi so bili Tony Shalhoub, Brad Garrett in Richard Dean Anderson, vlogo tretjeosebnega pripovedovalca pa je prevzel Ron Perlman. Da bi dali igri še bolj avtentično vzdušje, so pridobili tudi licenco za skladbo slavne pop skupine The Ink Spots iz 40. let. Tik pred izidom je sledil najresnejši zaplet, podjetje Steve Jackson Games namreč ni odobravalo količine nasilja v igri, zato so preklicali dovoljenje za uporabo njihovega sistema GURPS. Tim Cain je tako moral v dveh tednih na novo iznajti in sprogramirati igralni sistem, ki je dobil ime SPECIAL. Igra je s pomočjo Urquharta, ki je še zadnji dan odpravljal zadnje hrošče, izšla 30. septembra 1997.

## Odziv in zapuščina
| Agregator    | Ocena   |
| ------------ | ------- |
| GameRankings | 89,69 % |
| Metacritic   | 89/100  |

| Publikacija    | Ocena    |
| -------------- | -------- |
| AllGame        | [ 13 ]   |
| GamePro        | [ 11 ]   |
| GameRevolution | A- (Mac) |
| GameSpot       | 8,7/10   |
| PC Gamer (ZDA) | 90/100   |
| PC Zone        | 91/100   |
| Strategy Plus  | [ 17 ]   |

| Publikacija           | Nagrada                              |
| --------------------- | ------------------------------------ |
| GameSpot              | RPG of the Year (1997)               |
| Computer Gaming World | Role-Playing Game of the Year (1998) |

Izida ni spremljala obsežnejša oglasna kampanja. Zato in zaradi za tisti čas že nekoliko zastarele grafične podobe ga je ciljno občinstvo v začetku večjidel spregledalo. Fallout založniku sicer ni prinesel izgube, vendar prodaja ni izpolnila pričakovanj, je pa naslov pridobil veliko število kritiških priznanj in skupino zagretih oboževalcev. Spletni igričarski portal GameSpot mu je podelil naziv najboljše videoigre igranja vlog leta 1997, naslednje leto pa tudi revija Computer Gaming World. Poleg tega je bil nominiran za nagrado za dosežke v interaktivnih delih, ki jo je naslednje leto prvič podelila Academy of Interactive Arts & Sciences, in sicer v kategorijah »računalniška igra igranja vlog leta« ter »izjemen dosežek v zvoku in glasbi«.
Od izida se redno uvršča na različne retrospektivne sezname, imenovana je bila denimo za 44. najboljšo računalniško igro vseh časov po izboru uredništva revije PC Gamer leta 2015 (v preteklih letih je bila na istem seznamu uvrščena še bistveno bolje, na primer na sedmo mesto leta 2010) in 19. najboljšo po izboru uredništva portala IGN leta 2009.

### Nadaljevanja
Na podlagi uspeha Fallouta je Urquhartova skupina, medtem preimenovana v Black Isle Studios, dobila nalogo razvoja nadaljevanja. Fallout 2 je temeljil na istem igralnem pogonu, ki je bil deležen le nekaj popravkov in manjših sprememb, predvsem pa je bila igra bistveno obsežnejša in s še temačnejšim tonom. Izšla je pičlih petnajst mesecev kasneje, leta 1998. Kljub novemu kritiškemu uspehu je zaradi poslovnih odločitev založnika razvoj drugega nadaljevanja zamrl (izvzemši dve igri v istem okolju, ki pa nista bili del osnovne serije). Šele po propadu Interplaya je licenco prevzelo podjetje Bethesda Softworks, ki od takrat izdaja nadaljevanja na osnovi lastnega 3-D pogona. Posledično se način igranja bistveno razlikuje od prvenca, ohranjata pa se vzdušje in kontinuiteta zgodbe.
Podjetje Bethesda je leta 2014 od Interplaya pridobilo tudi pravice do trženja preostanka serije, vključno s prvim Falloutom. Igra je, prirejena za sodobne računalniške sisteme, še vedno na voljo prek Steama in drugih servisov za digitalno distribucijo.